# Steven Grieveson
Steven Grieveson (ur. 14 grudnia 1970 w Sunderland) – angielski seryjny morderca zwany Sunderland Strangler. W latach 1993–1994 brutalnie zamordował w okolicach Sunderland, czterech nastoletnich chłopców.
Pierwszego morderstwa, Grieveson dokonał w maju 1990 roku - zabił Simona Martina, jednak ta zbrodnia została mu udowodniona w 2013 roku. Drugiego mordu dokonał 16 listopada 1993 roku. Zamordował wówczas 18-letniego  Thomasa Kelly`ego na porzuconej działce w Fulwell. 4 lutego 1994 roku jego ofiarą padł 15-letni David Hansen w Roler Terrace. 25 lutego 1994, Grieveson zamordował w Fulwell 15-letniego Davida Grieffa.
Po zakrojonym na szeroką skalę śledztwie policji w Sunderland, 11 marca 1994 roku, Steven Grieveson został aresztowany pod zarzutem wszystkich trzech morderstw. 26 lutego 1996 roku został skazany na potrójne dożywocie. Grieveson może opuścić więzienie po 35 latach odbywania kary.
W listopadzie 2000 roku, Grieveson został przesłuchany w sprawie zabójstwa 14-letniego Simona Martina w Gilside House w 1990 roku. W czasie przesłuchania stwierdził, że podejrzenia te co do niego są bezpodstawne. Został uznany winnym jego morderstwa w 2013 roku.

## Ofiary Grievesona
| Lp. | Ofiara       | Wiek | Data              |
| --- | ------------ | ---- | ----------------- |
| 1.  | Simon Martin | 14   | 26 maja 1990      |
| 2.  | Thomas Kelly | 18   | 26 listopada 1993 |
| 3.  | David Hanson | 15   | 4 lutego 1994     |
| 4.  | David Grieff | 15   | 25 lutego 1994    |